# CS Sportul Studențesc București
CS Sportul Studențesc București (celým názvem: Clubul Sportiv Sportul Studențesc București) je rumunský klub ledního hokeje, který sídlí v Bukurešti. Oddíl patří pod sportovní klub Sportul Studențesc București. Založen byl v roce 1966. Od sezóny 2009/10 působí v Liga Națională de hochei, rumunské nejvyšší soutěži v ledním hokeji. Klubové barvy jsou černá a bílá.
Své domácí zápasy odehrává v hale Mihai Flamaropol s kapacitou 8 000 diváků.

## Získané trofeje
- Balkánská liga ( 1× )
  - 1996/97

## Přehled ligové účasti
Zdroj:
- 1978–1979: Liga Națională de hochei (1. ligová úroveň v Rumunsku)
- 1990–2002: Liga Națională de hochei (1. ligová úroveň v Rumunsku)
- 1994–1997: Balkánská liga (mezinárodní soutěž)
- 2003–2008: Liga Națională de hochei (1. ligová úroveň v Rumunsku)
- 2009– : Liga Națională de hochei (1. ligová úroveň v Rumunsku)